# Czereśnica
Czereśnica – polana w dolnej części południowo-zachodniego grzbietu Bukowiny Waksmundzkiej w Gorcach. Znajduje się pomiędzy Polaną Łukusową a polaną Brożek, jednak nie przy znakowanym szlaku turystycznym, jak obydwie te polany, lecz nieco z boku, za pasem lasu. Ze szlaku turystycznego jest niewidoczna. Położona jest na średnio stromym stoku na wysokości około 860–920 m n.p.m.
Czereśnica jest własnością prywatną. Stoją na niej dwa domki letniskowe, a na środku murowana figurka. Dawniej była użytkowana Cały grzbiet Bukowiny Waksmundzkiej był dawniej znacznie bardziej bezleśny, niż obecnie i znajdowały się na nim liczne i intensywnie użytkowane polany; w większości jako polany pasterskie, ale niektóre były również zaorywane. Obecnie z powodu nieopłacalności ekonomicznej zaprzestano już tutaj uprawy ziemi i pasterstwa, a dawne szałasy i letniaki zamieniane są na domki letniskowe. Mapa Geoportalu na grzbiecie Bukowiny Waksmundzkiej wyróżnia następujące, jeszcze nie zarośnięte lasem polany: Upłaz, Czerwonówka, Łukusowa, Kasieckowa, Sodowa, Huziorowa, Bieniasówki, Bieniasówka, Czereśnica, Brożek (opisana jako polana Kolbego), Cyrwusówki, Sralówki, Rejcówki, Tomusiowa i ogromna polana Bukowina Waksmundzka, a także dwie już całkowicie zalesione polany: Przy Bugarze i Zasralówki.
Polana należy do wsi Waksmund w województwie małopolskim, w powiecie nowotarskim, w gminie Nowy Targ.

## Szlak turystyczny
Nowy Targ-Kowaniec – Polana Łukusowa – polana Brożek – Sralówki – Bukowina Waksmundzka – polana Świderowa – Turbacz. 2:30 h, ↓ 2 h.